# Insomnia (programa de televisão)
Insomnia foi um programa de CallTV da RedeTV! exibido nas madrugadas de segunda-feira à sábado. Era produzido pela empresa inglesa Cellcast. O programa foi ao ar entre os anos de 2006 e 2007.

## Formato
O programa era apresentado por Jackeline Petkovic, Maurício Mendes, Gabrielle Serafim, Bolinha e Carolina Vaz. Os apresentadores convenciam o telespectador a ligar para o programa a ligar para um número para poder falar ao vivo com o programa e acertar o desafio proposto na tela.
Embora para o espectador possa parecer que basta ligar e responder às perguntas, na verdade quando se ligava para o número indicado deve-se primeiro efetuar um cadastro e depois responder a inúmeras perguntas sobre conhecimentos gerais. A pontuação obtida ao se responder tais perguntas era o que definia quem iria participar do programa. O cálculo da pontuação se iniciava quando o programa terminava e era finalizado quando a próxima edição entrava no ar. 
Era um programa em um formato previsível, onde os apresentadores paravam o tempo e faziam com que as pessoas se sentissem seguras e confiantes para ligarem. Os apresentadores ficavam o tempo todo no ar convencendo os telespectadores a ligarem e fazendo brincadeiras para atrair o público a assistir e ligar para o número. Apesar do nome aludir à palavra "insônia", o Insomnia também chegou a ser exibido durante as tardes.

## Produção
O programa é considerado por muitos como o primeiro CallTV da televisão brasileira, trazendo um formato comum no Leste Europeu, Ásia e na América Latina. Após o fim do programa, em 2007, diversos CallTV foram ao ar, feitos por diversas produtoras independentes e exibidos em vários canais de TV brasileiros.
Se trata de um formato polêmico e controverso. Para ligar para um programa desse formato, o telespectador precisa usar um código de uma operadora (091, pertencente à operadora Falkland/IPCorp) cujos custos de ligação por minuto são muito mais caros que uma ligação normal (os programas sempre avisam em seu regulamento que o custo é o valor de uma chamada para SJRP, município no interior de São Paulo). A ligação não é efetuada se for usado outro código.
Além disso, durante a ligação, o telespectador precisa responder uma série de perguntas para pontuar o máximo necessário para poder participar ao vivo do programa. As perguntas em geral são fáceis e suficientes para tomar bastante tempo do telespectador que faz a ligação, o que faz com que o custo da ligação seja muito elevado.
Por essa razão, os CallTVs ficaram conhecidos no Brasil como "programas caça-níquéis" pois incentiva o público a ligar e ficar o maior tempo possível ao telefone. Os programas desse formato possuem um histórico de polêmicas e de reputação ruim, porque são várias as acusações de fraude no recebimento de ligações. Alguns telespectadores afirmam não ter conseguido falar ao vivo no programa pela ligação cair, e outros acusam os programas de usarem pessoas chamadas pela produção para simular os participantes, afirmando tudo ser uma grande farsa.
O Insomnia foi o primeiro programa de Jackeline Petkovic após sua saída do SBT, onde apresentava o Bom Dia e Companhia. Ela permaneceu na atração até abril de 2007, pois estava grávida. Após o fim do programa, em julho de 2008, quando saiu definitivamente do ar, dividiu a apresentação do programa Território Livre da Rede 21, junto com Maurício Mendes. O programa teve uma vida curta e logo depois, Jackeline apresentou diversos CallTVs, como o Quiz TV, Super Game e A Chance. Atualmente está na RedeTV!, onde apresenta o programa Plantão Animal.
Também foi o primeiro CallTV que a então modelo Gabriele Serafim apresentou. Após o fim, ela apresentou diversos programas do gênero como Hyper Quiz, Quiz TV, Lig e QI. 
Seu último programa foi A Chance, onde Gabi encerrou por um tempo sua carreira de 10 anos apresentando CallTVs. Após, trabalhar na Record por dois anos como repórter do programa Fala que eu te Escuto, Gabi retornou aos CallTVs em 2016, apresentando o Qual é o Desafio?.